# Mini-Europe

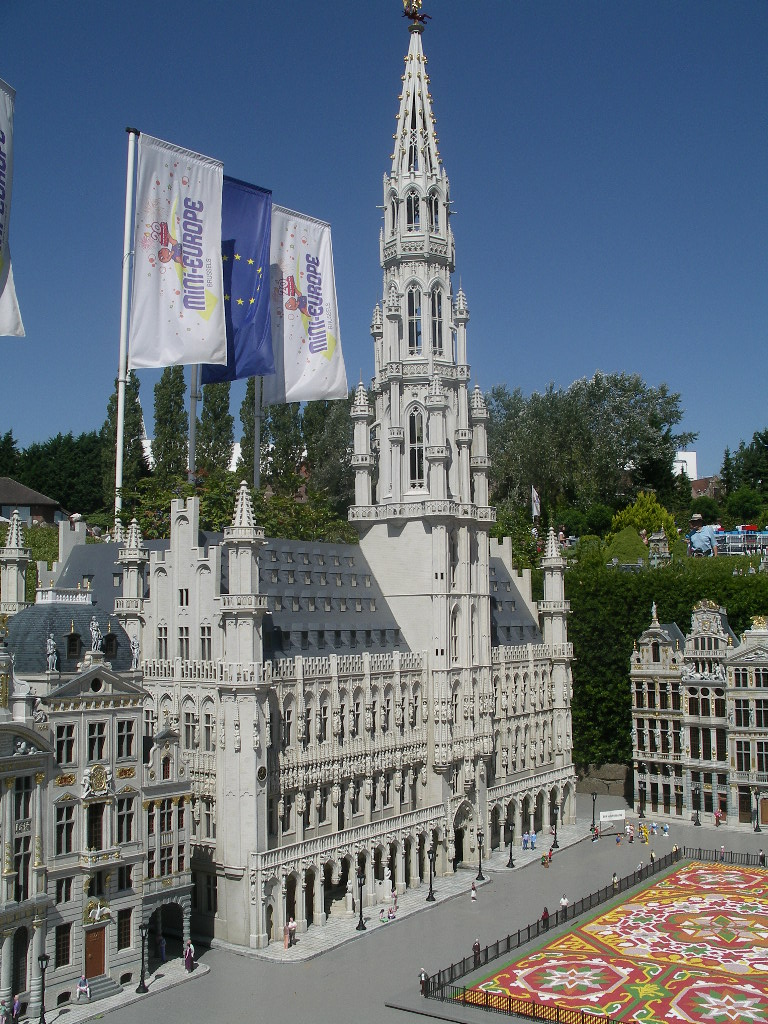
El Ayuntamiento de Bruselas en Mini-Europe.

Mini-Europe es un parque situado en Bruparck, al pie del Atomium, en Bruselas, que alberga reproducciones de algunos de los monumentos más conocidos de la Unión Europea a escala 1/25. La exposición se compone de unos 350 edificios que representan a 80 ciudades.
El parque destaca por la calidad de las maquetas, algunas de las cuales han costado hasta 350.000 euros (por ejemplo, la Grand-Place de Bruselas). Además, contiene numerosas escenas animadas y elementos móviles (tren, molinos, erupción del Vesubio, Airbus, camiones electroguiados). Una guía describe en detalle todos los monumentos. Al final del recorrido, la exposición, "El espíritu de Europa" presenta la Unión Europea mediante actividades interactivas y juegos.
El parque ocupa una superficie de 24.000 m² y fue construido con una inversión inicial de 10 millones de euros. Fue inaugurado en 1989 por el príncipe Felipe de Bélgica.

## Construcción de los monumentos
Los monumentos construidos fueron seleccionados por su calidad arquitectónica o por su carácter simbólico para Europa. Tras esta primera selección, el siguiente paso fue recopilar planos y fotografías. Los costes de esta fase de investigación ascendieron a más de 200.000 euros. La mayoría de los monumentos están fabricados mediante moldeado. Las piezas se fabrican en diversos materiales y luego se copian mediante moldeado en silicona. Las copias finales se fabricaron inicialmente en resina epoxi y, actualmente, en poliéster. Hay tres monumentos realizados en piedra (la torre de Pisa está construida en mármol, por ejemplo) y en dos de las maquetas se ha utilizado una nueva técnica de fresado por ordenador.
A continuación se pintan y, por último, el monumento se coloca en el emplazamiento elegido con decorados e iluminación. Santiago de Compostela, por ejemplo, exigió más de 24.000 horas de trabajo.
Muchos de los monumentos han sido financiados por los países y regiones de Europa.

## Animaciones
Todo gran parque de miniaturas da vida a los escenarios con distintos elementos móviles; en nuestro caso: trenes, molinos, sonidos, erupción del Vesubio, caída del muro de Berlín, góndolas en Venecia, camiones electroguiados… Estas piezas animadas son prototipos industriales diseñados para resistir numerosas horas de funcionamiento en las distintas épocas del año (heladas, lluvia, calor).

## Jardines
Junto a los monumentos hay plantas tapizantes, árboles enanos, bonsáis y árboles injertados y, para alegrar el paseo, en todo el recorrido hay arbustos tradicionales y flores.

## Guía de Mini-Europe
Se trata de un libro-guía que recoge numerosos datos y anécdotas sobre los monumentos y la Unión Europea.

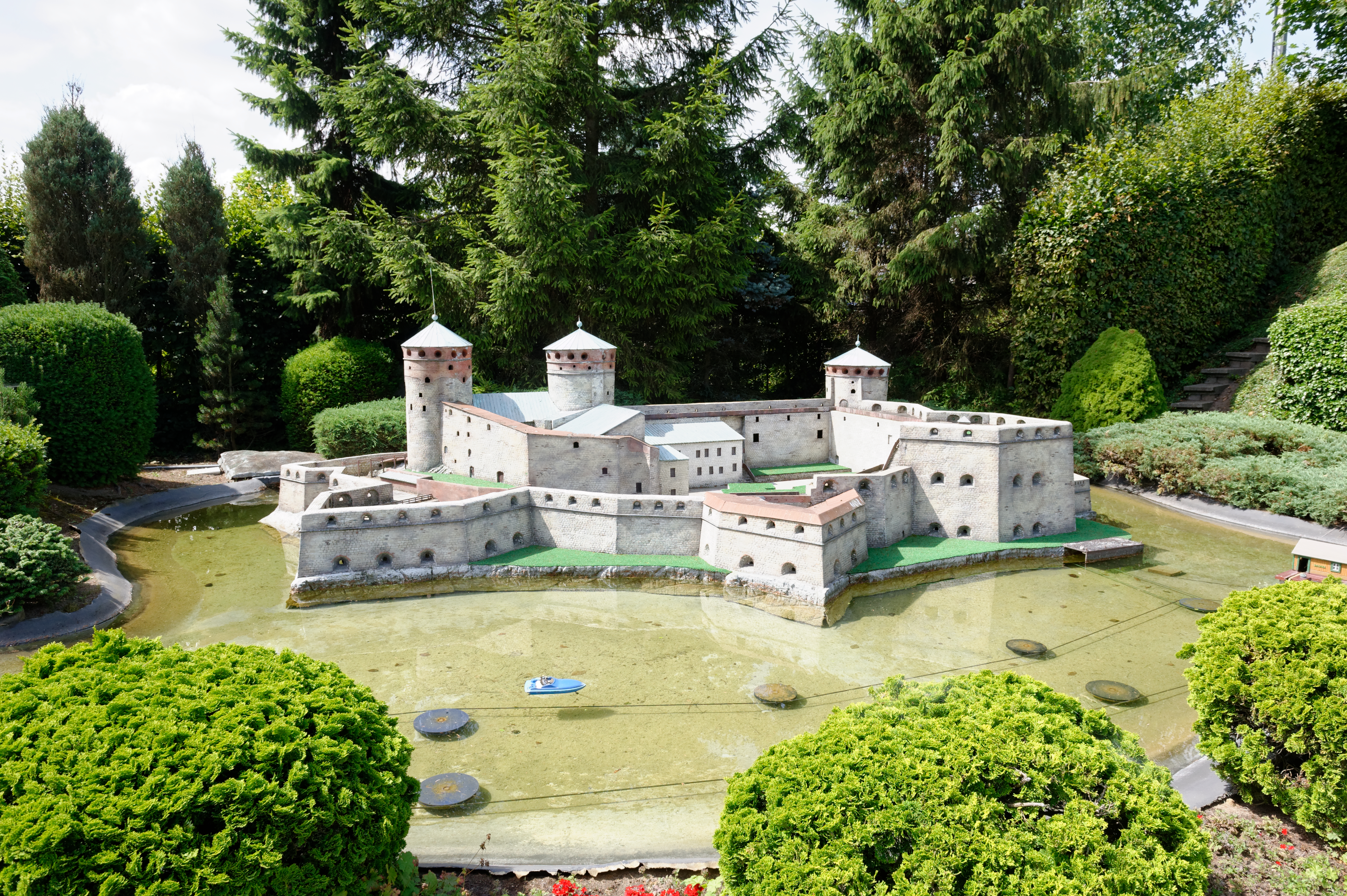
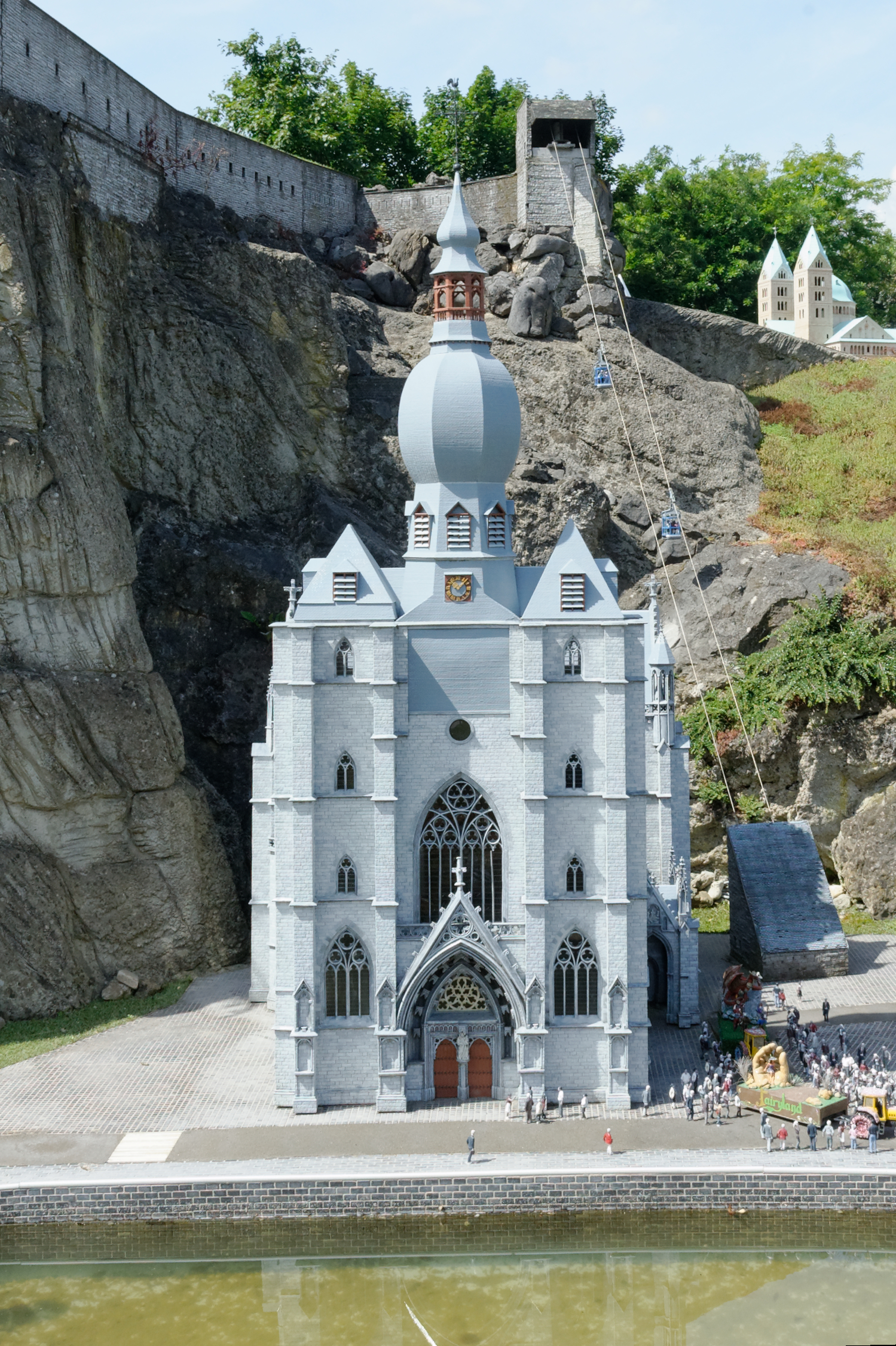
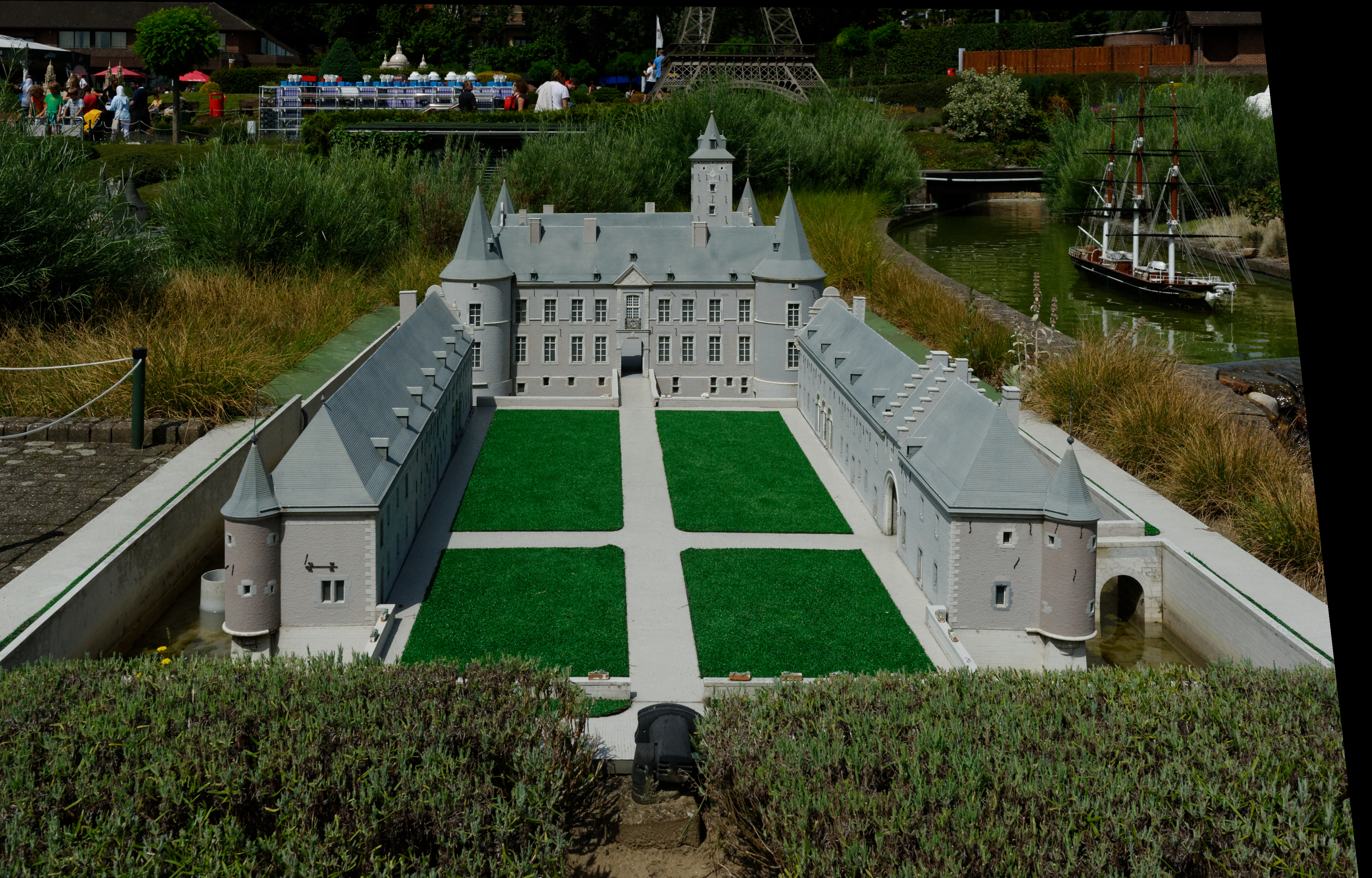
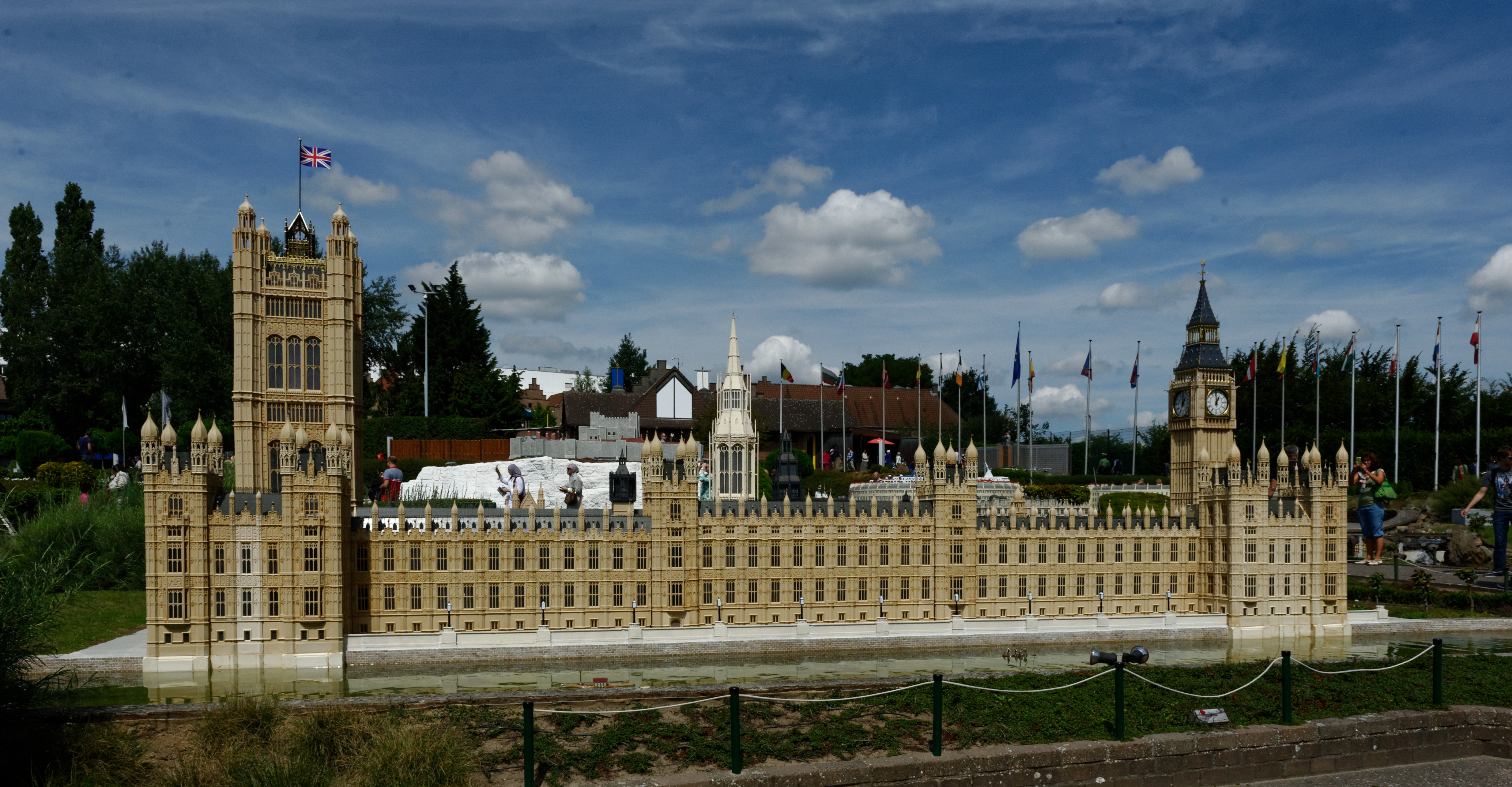
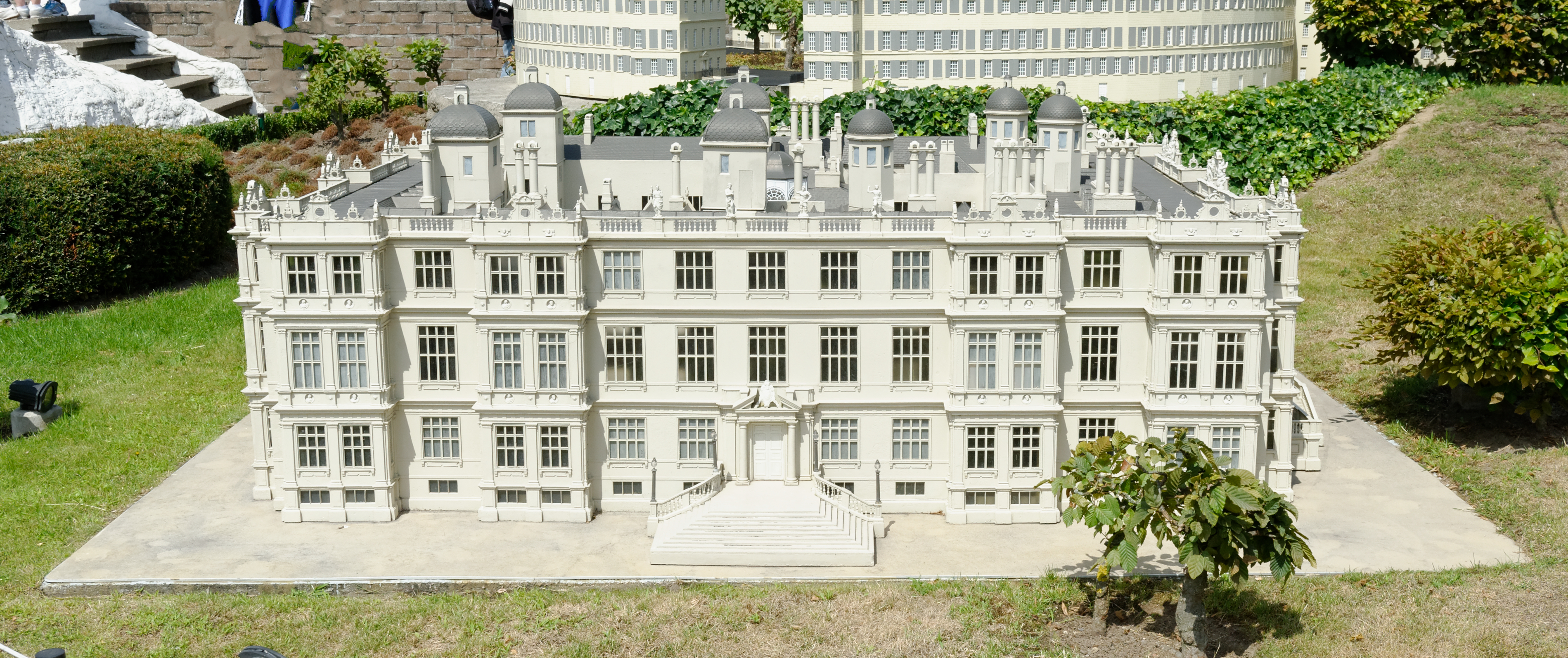
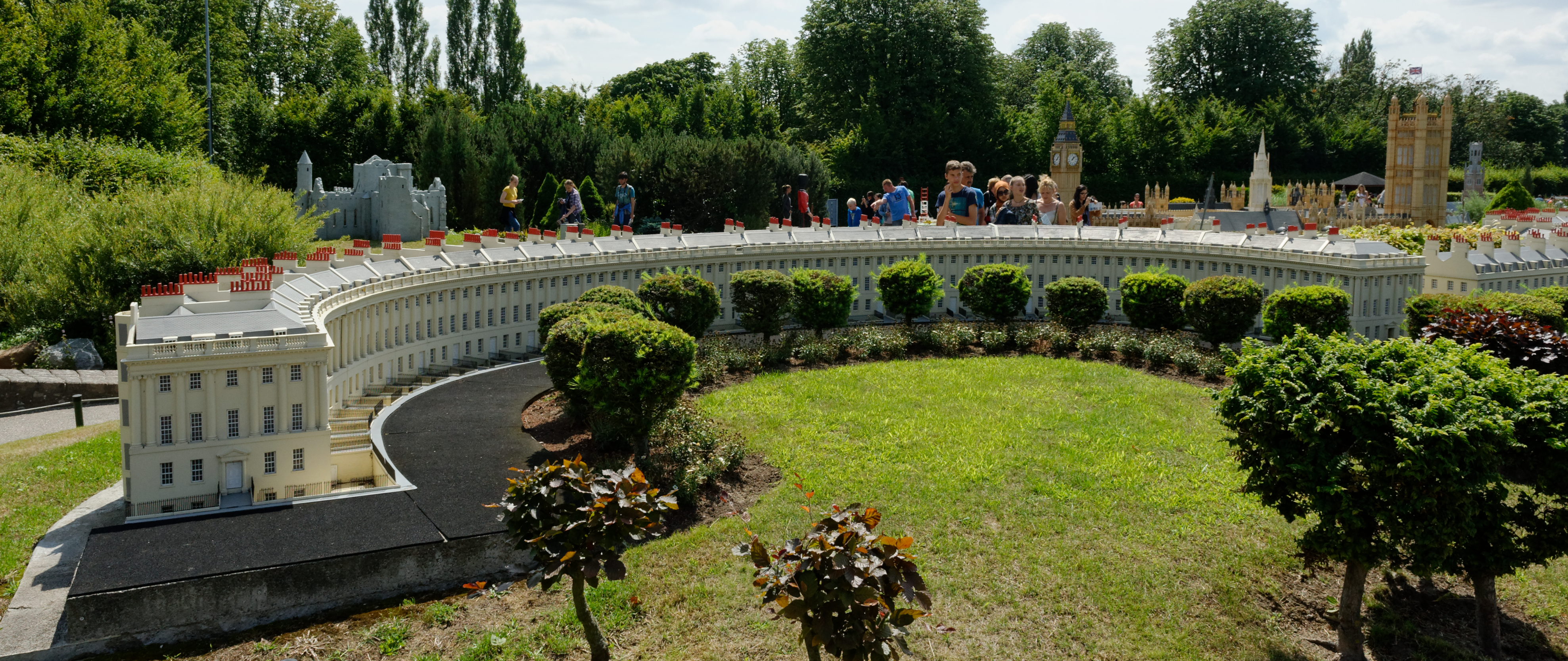
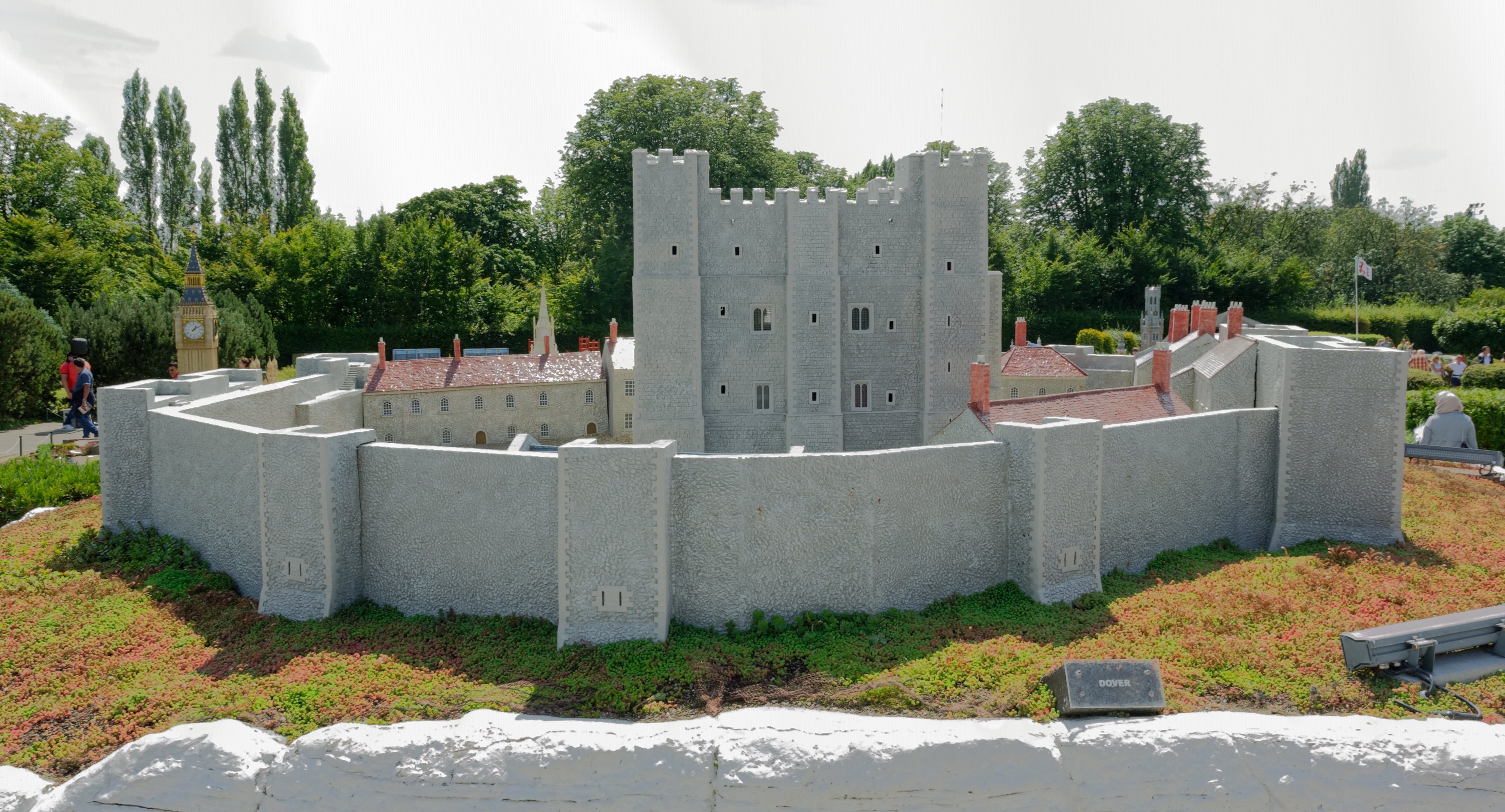
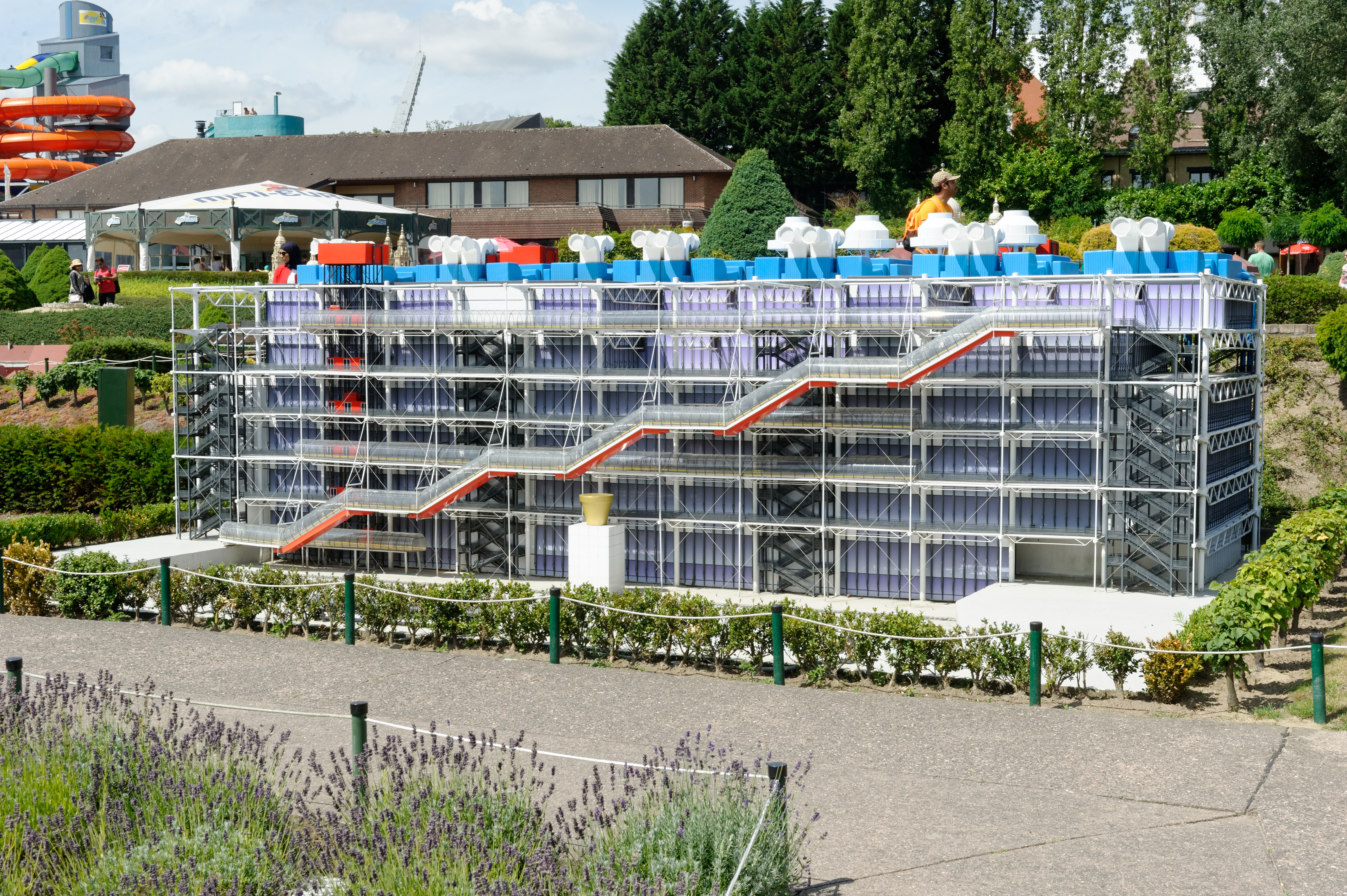
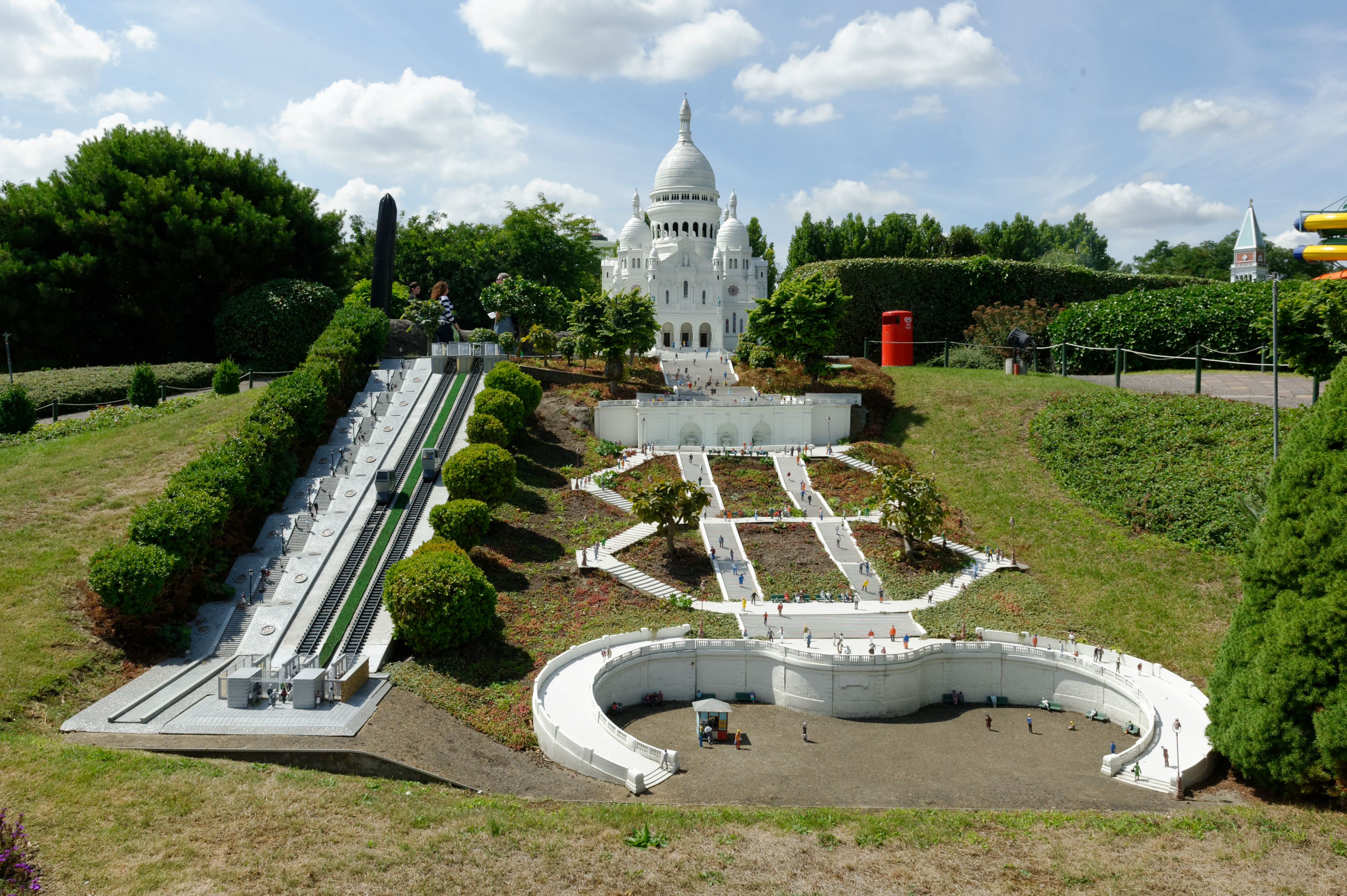
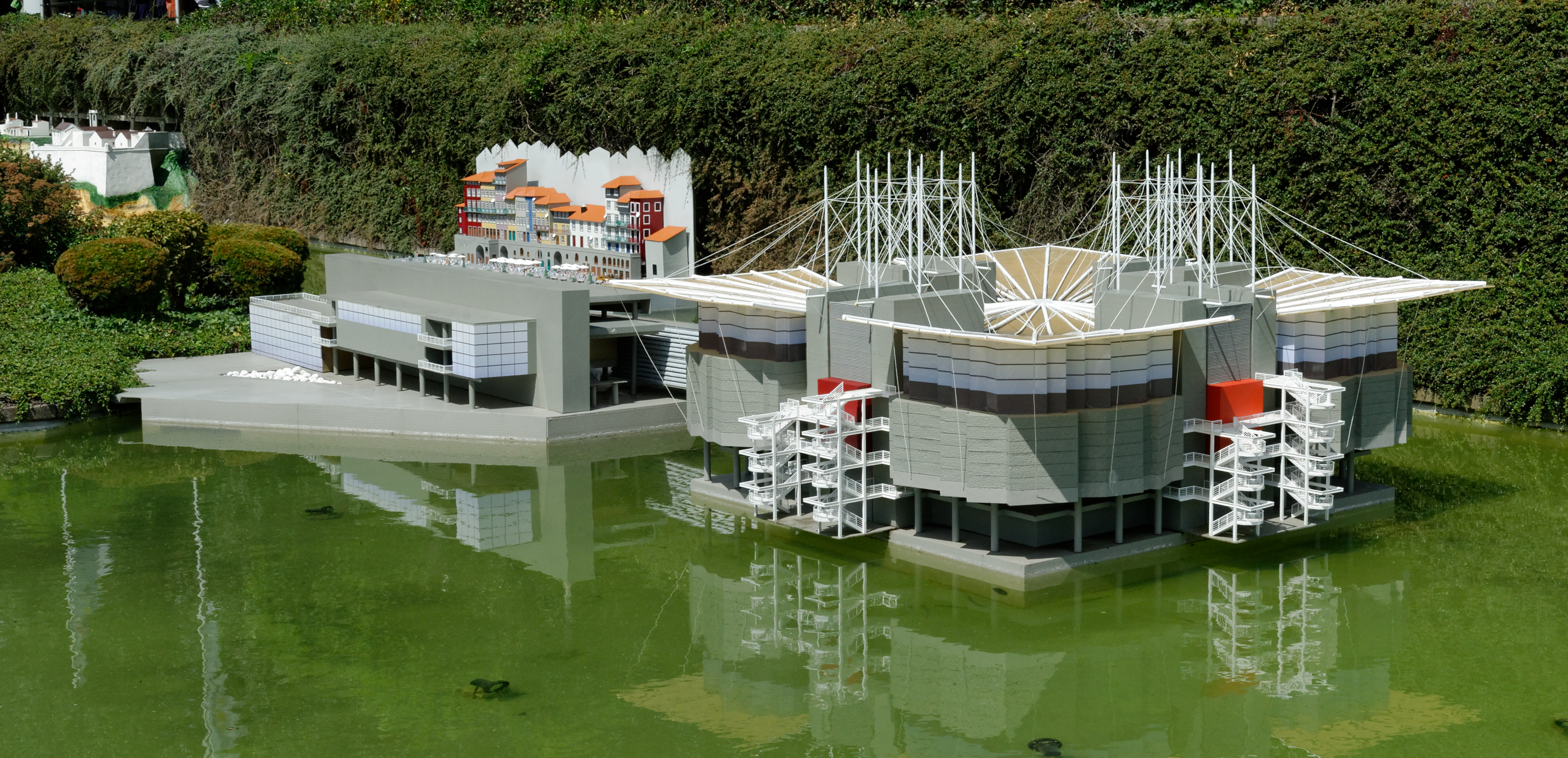
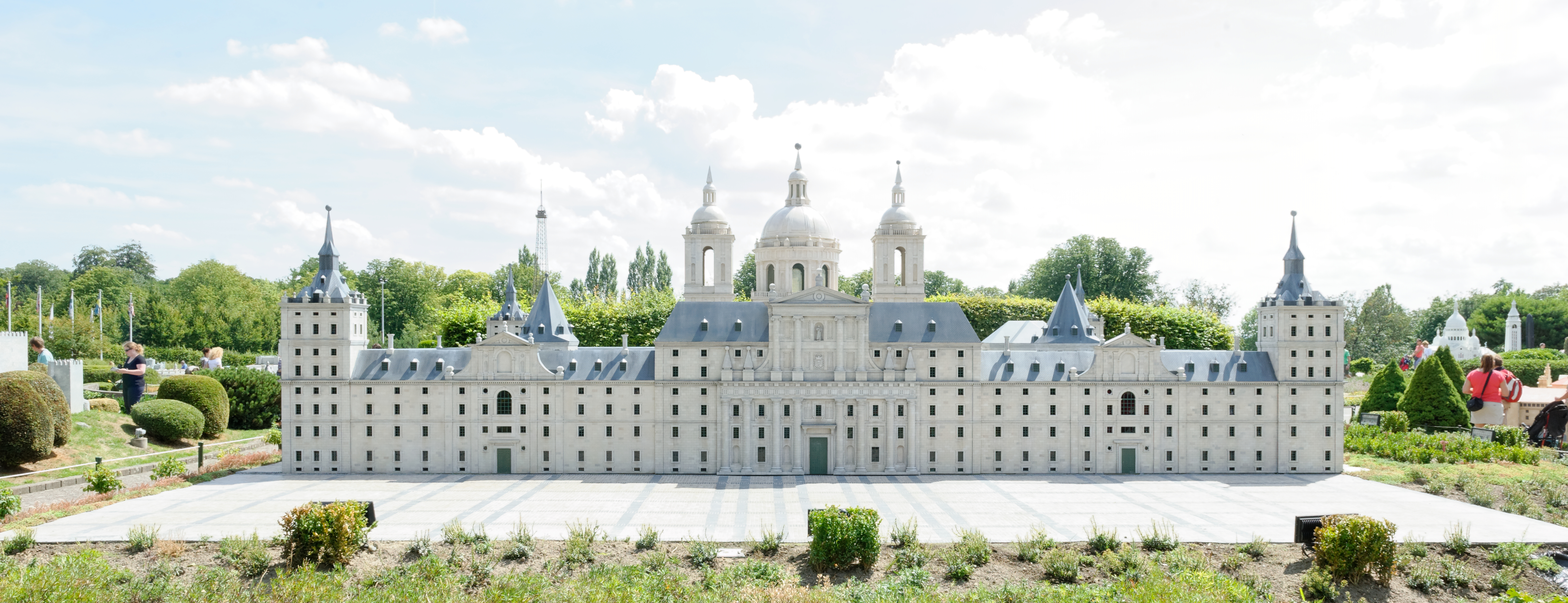
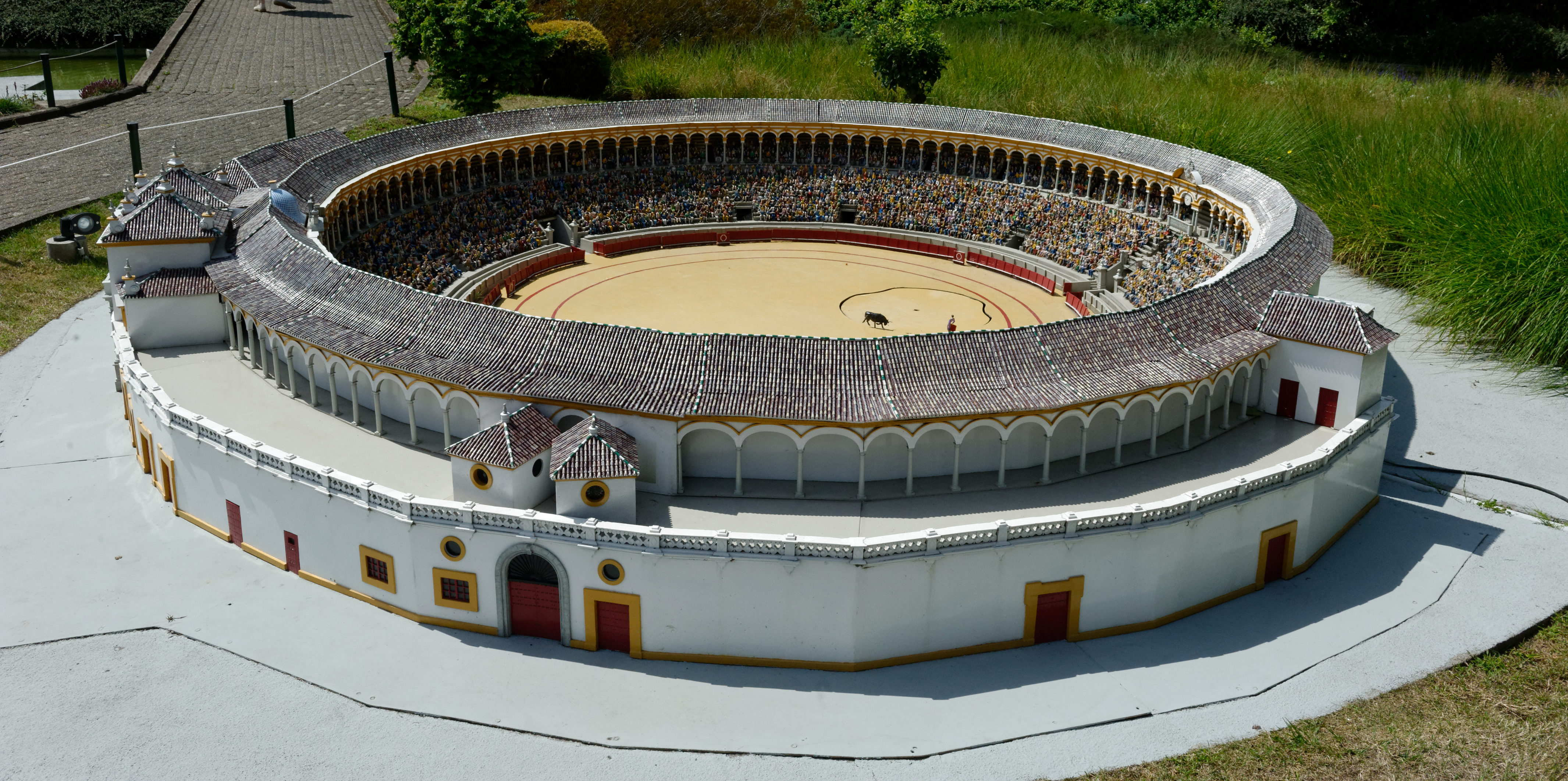
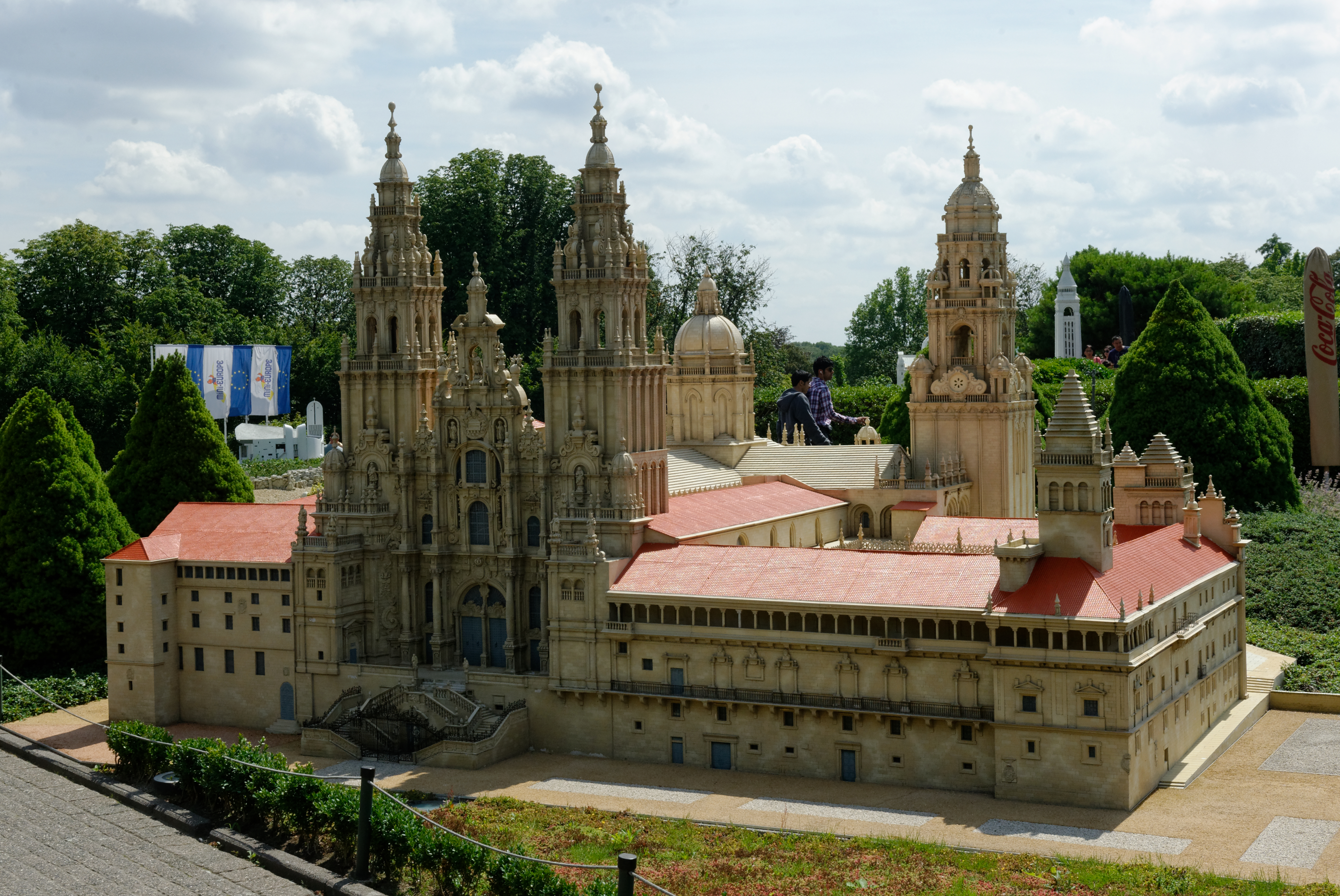
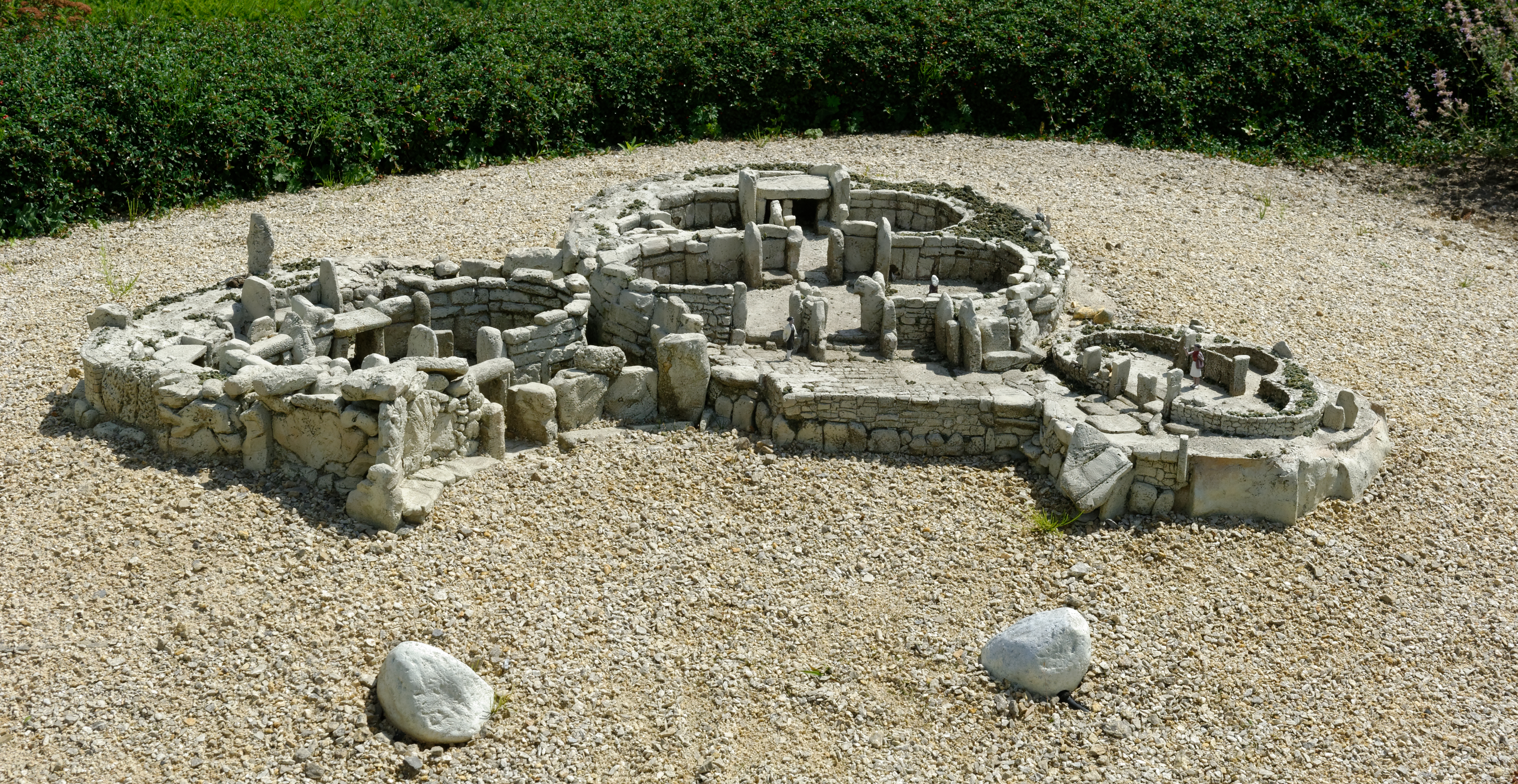
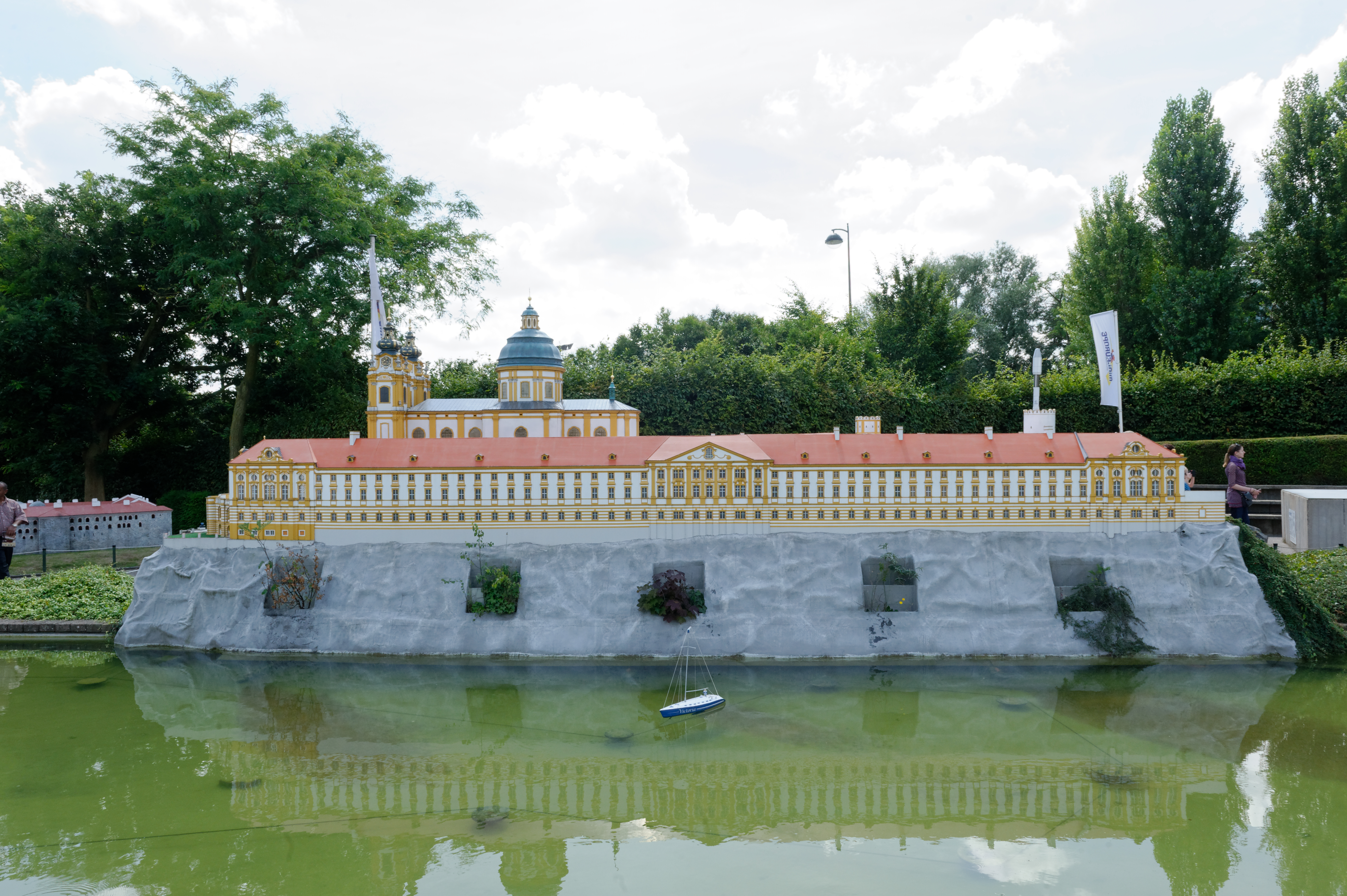
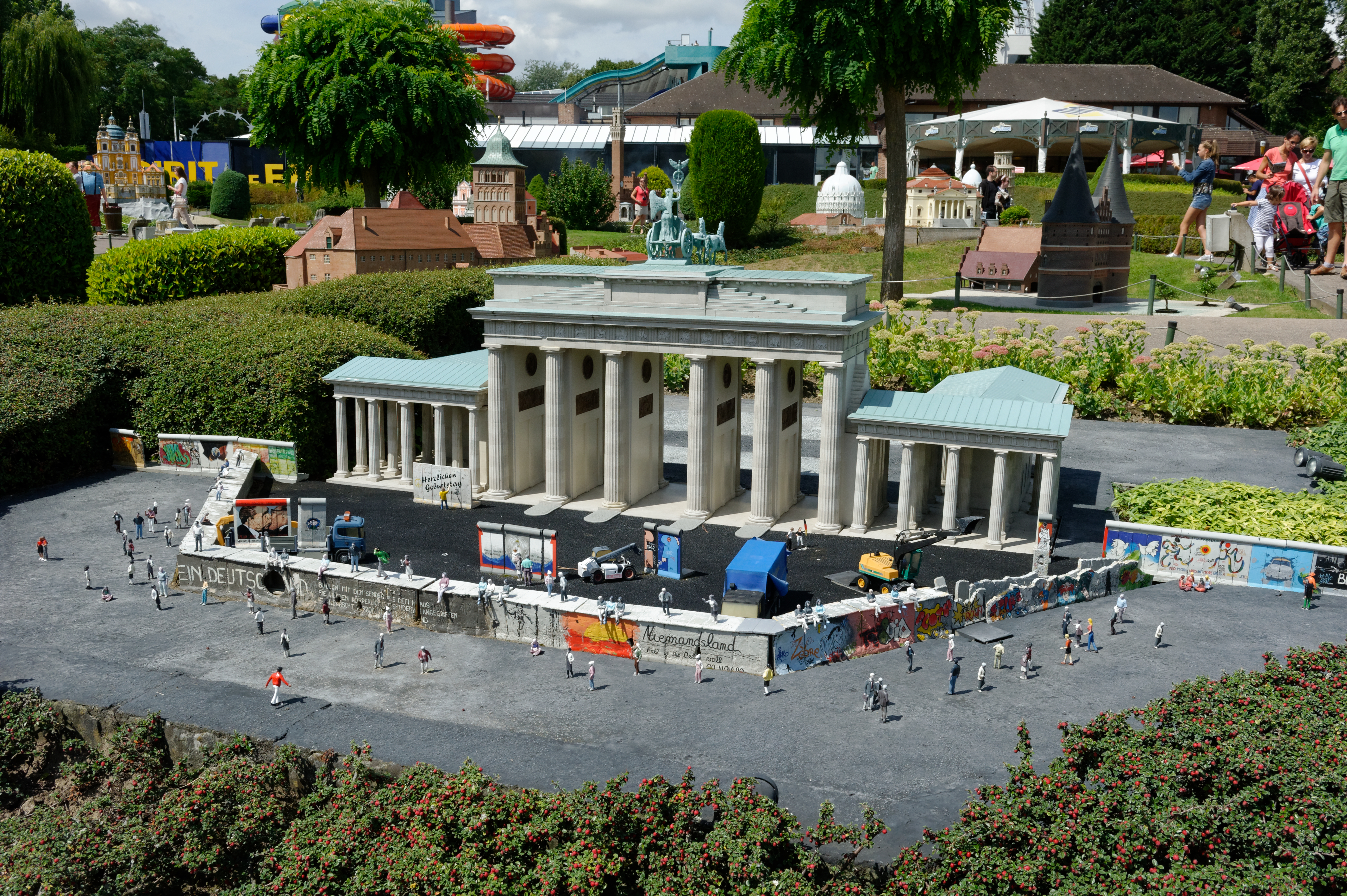
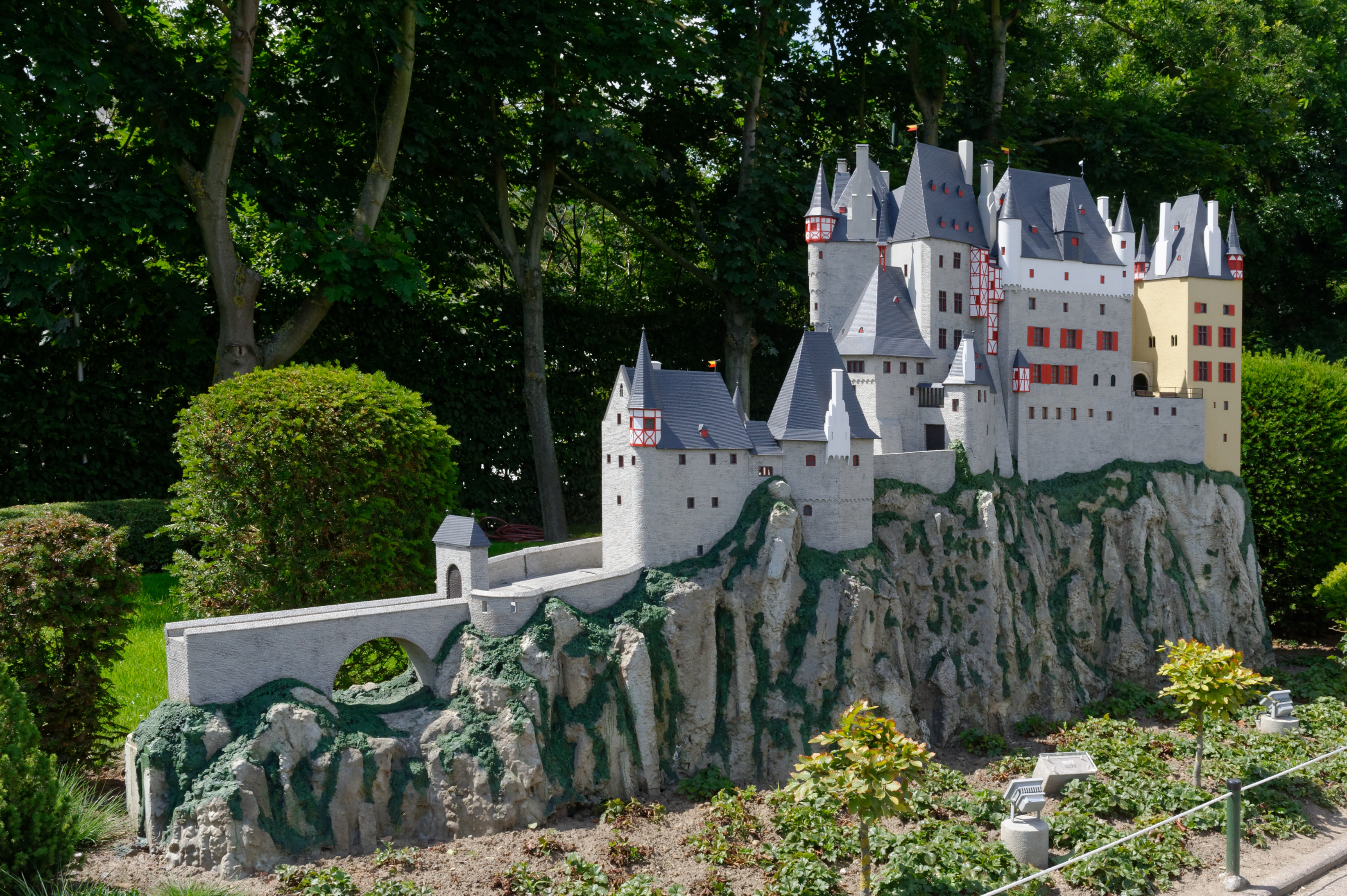
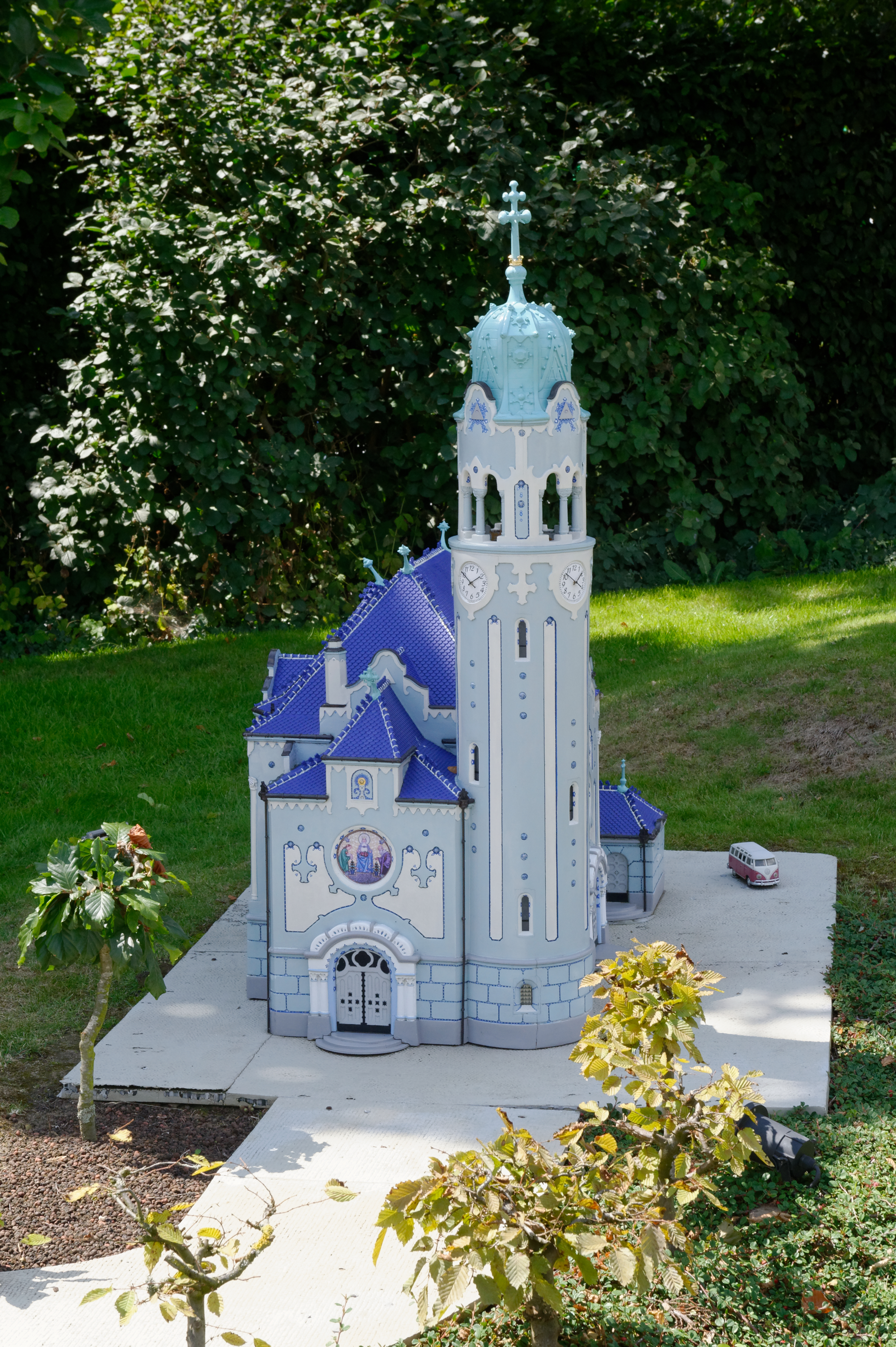
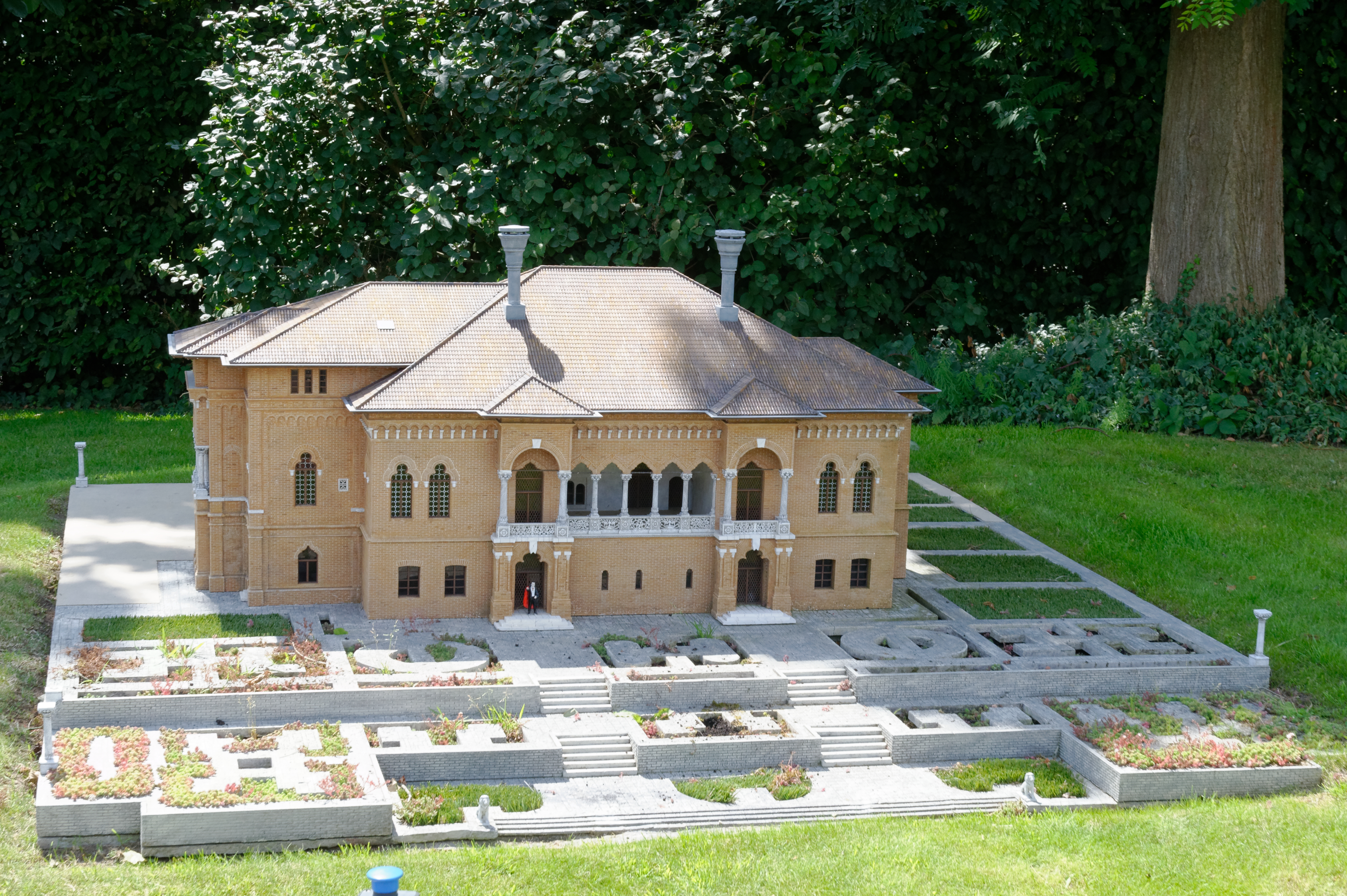
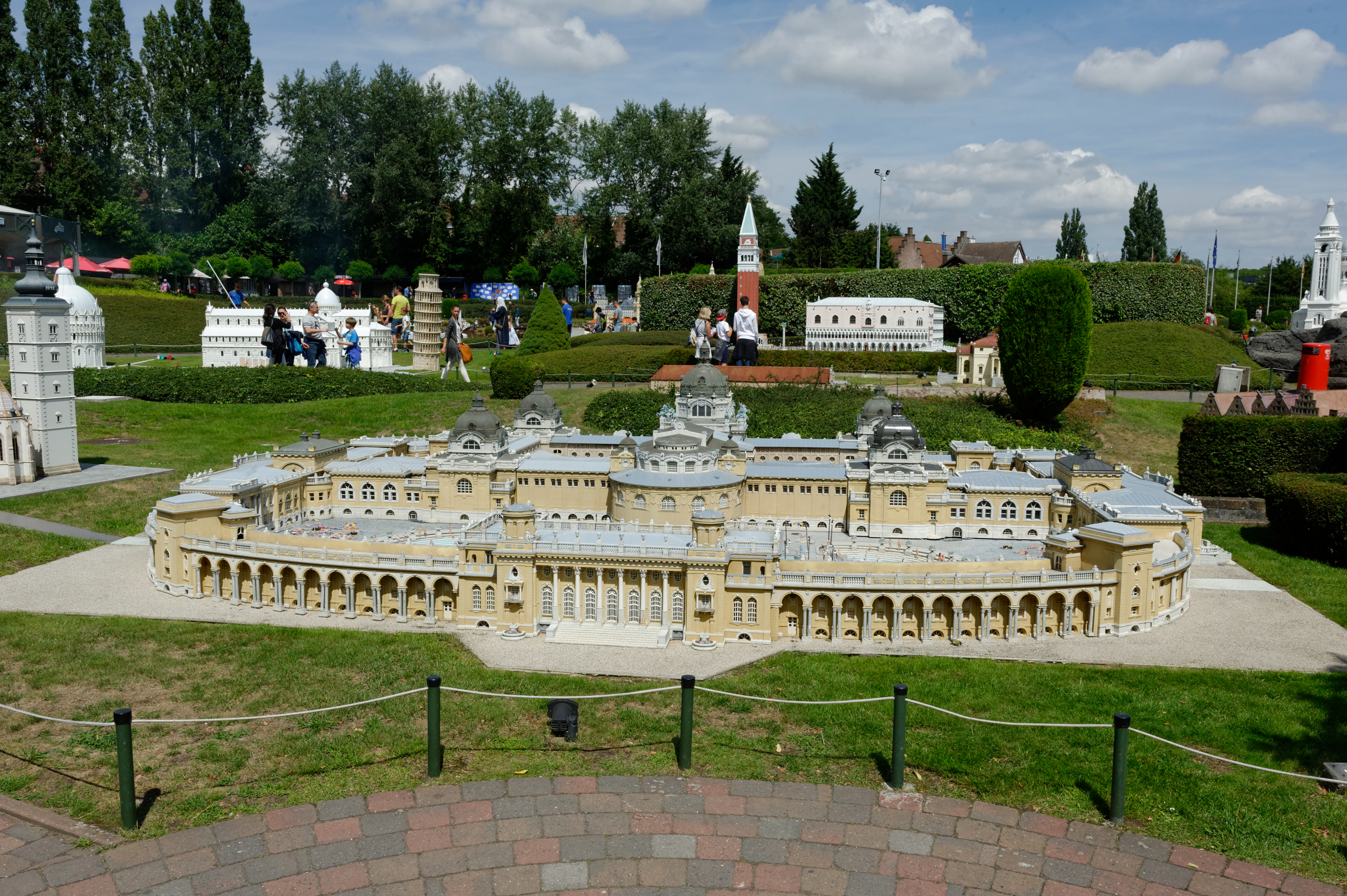
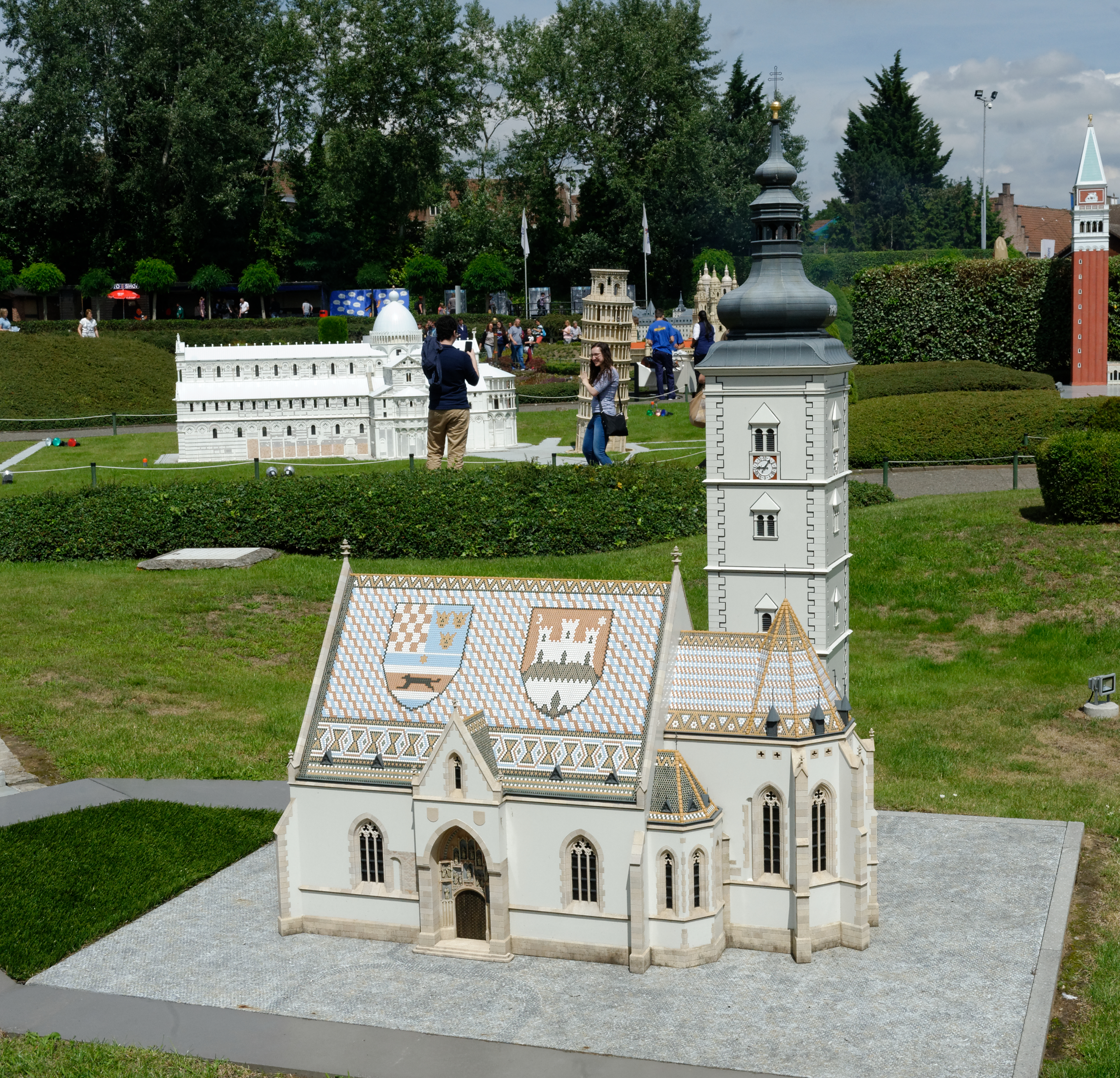

## El espíritu de Europa
Al final del recorrido, hay un espacio reservado a la Unión Europea en el que se explica de forma breve, y en general mediante juegos, su historia y cultura, el funcionamiento de las instituciones, el mercado común, las razones de la ampliación. Hay numerosas actividades pedagógicas ideales para colegios.
Para todas estas actividades, Mini-Europe cuenta con el apoyo moral de la Comisión Europea y el Parlamento Europeo.

## Turismo en Bruselas
Con 350.000 visitantes al año y una cifra de negocios de 4 millones de euros, Mini-Europe es una de las principales atracciones de Bruselas.

## Lista de miniaturas expuestas en Mini-Europe
- Alemania
  - Berlín – Puerta de Brandenburgo

- Otros
  - Aeropuerto – Airbus
  - Ariane 5
  - Jumbo-Ferry
  - Plataforma petrolera
  - Puerto
  - Thalys
  - Túnel de la Mancha

- España
  - Catedral de Santiago de Compostela
  - Monasterio de El Escorial (Madrid)
  - Plaza de Toros de Sevilla
  - Monumento a Colón en Barcelona
  - Molinos de Viento en Campo de Criptana